# Valle de Vió

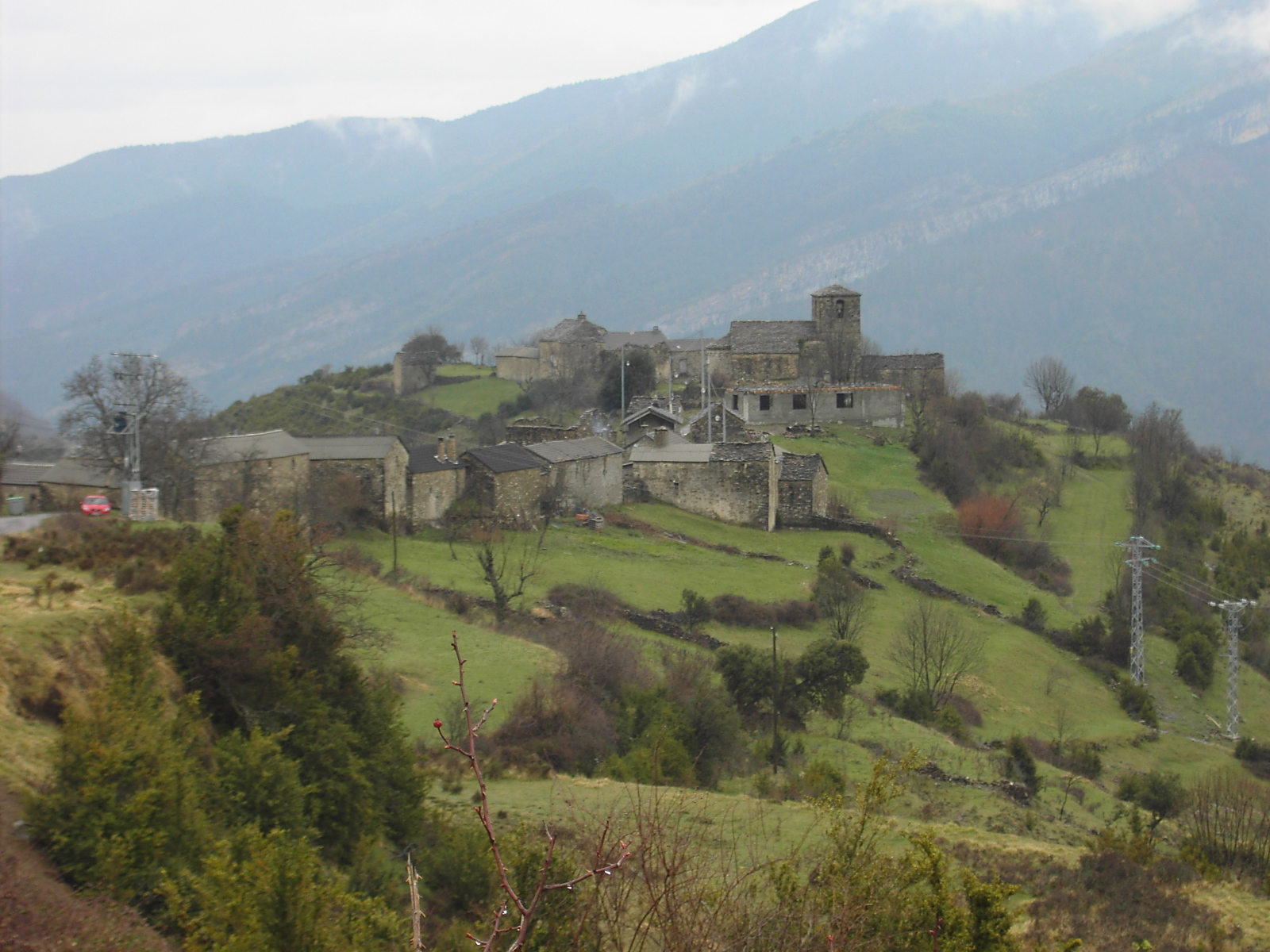
Valle de Vió y pueblo del mismo nombre.

El Valle de Vió (Bal de Bió o Ballibió en aragonés) es un valle del Pirineo de Huesca. Se encuentra ubicado entre los cursos de los ríos Ara y Cinca, en la comarca de Sobrarbe. Lo recorre el río Aso, que desemboca en el Vellós o Bellós a su salida desde el cañón de Añisclo. El límite norte de Ballibió es la Sierra de las Cutas, que lo separa del valle de Ordesa. 
La capital del valle y cabeza de municipio es Fanlo. Otras poblaciones son Buerba, Buisán, Gallisué, Nerín, Sercué, Vió (que da nombre al valle), Yeba y las pardinas de Ballarín y de Blasco.
Está atestiguada la presencia humana en la zona desde hace varios miles de años, principalmente por parte de poblaciones nómadas o seminómadas dedicadas a la ganadería. Esta actividad ha sido constante a lo largo de la historia, hasta el punto de que todavía se practica la trashumancia por parte de ganaderos locales, que en verano aprovechan los pastos de altura circundantes y en invierno bajan a las tierras llanas del valle medio del Ebro. 
Hoy en día la tendencia a la despoblación, común al área pirenaica durante el siglo XX, se ha detenido, en parte gracias al turismo. Son múltiples las empresas que ofertan deportes de aventura u otras actividades relacionadas con la naturaleza, lo que ha traído un nuevo dinamismo económico a la zona.
En el valle de Vió se encuentra la estación de esquí nórdico de Fanlo Bal de Bió.